# Aquilegia jonesii
Aquilegia jonesii là một loài thực vật có hoa trong họ Mao lương. Loài này được Parry mô tả khoa học đầu tiên năm 1874.